# Kangirsuk
Kangirsuk (in lingua inuktitut: ᑲᖏᕐᓱᖅ) è un villaggio inuit del Canada, situato nella provincia del Québec, nella regione di Nord-du-Québec.